# Camarhynchus parvulus
Il fringuello arboricolo insettivoro piccolo (Camarhynchus parvulus, Gould 1837) è un uccello della famiglia Thraupidae, endemico delle isole Galápagos in Ecuador.

## Tassonomia
Sottospecie:
- Camarhynchus parvulus parvulus
- Camarhynchus parvulus salvini